# عايدة بامية
عايدة أديب بامية هي أستاذة فخرية للغة العربية وآدابها بجامعة فلوريدا في غينزفيل. وهي متخصصة في الأدب الشمال أفريقي. ساعدت أعمالها عن الأدب العربي الأبحاث المعاصرة، وعملت على تقديم ترجمات عالية الجودة للأعمال العربية للقراء المتحدثين باللغة الإنجليزية.

## سيرتها
عايدة فلسطينية مولودة في القدس. في عام 1948، انتقلت عائلتها إلى مصر، حيث حصلت على درجة البكالوريوس في الأدب الإنجليزي ثم الماجستير في الأدب العربي من الجامعة الأمريكية بالقاهرة قبل التحاقها بمدرسة الدراسات الشرقية والأفريقية (SOAS) بجامعة لندن للحصول على درجة الدكتوراه في الأدب العربي الحديث، والتي حصلت عليها عام 1971. من 1972-1973، تلقت منحة مؤسسة فورد للعمل في زمالة ما بعد الدكتوراه في جامعة كاليفورنيا (لوس أنجلوس) (UCLA).
في عام 1985، بدأت التدريس في جامعة فلوريدا. قبل تعيينها في فلوريدا، درست عايدة في جامعات مختلفة في الجزائر. لاحقًا، سعت عايدة إلى الحصول على الجنسية الأمريكية وتعتبر نفسها عربية أمريكية.
ركزت أبحاث عايدة بشكل خاص على الكاتبات المسلمات من الشرق الأوسط. واستنتجت من أبحاثها أن المرأة ساهمت في الثقافة والأدب حتى في بدايات العصور الإسلامية، وتأمل عايدة في محاربة الصور النمطية عن هؤلاء النساء من خلال كتاباتها وأبحاثها. كما ركزت جهودها البحثية على التقاليد الشعرية الشفوية للنساء المغربيات في شمال أفريقيا.
كانت محررة لمجلة العربية، مجلة الجمعية الأمريكية لمعلمي اللغة العربية (AATA). كما كانت رئيسة تلك الجمعية في عام 1993.
وهي مؤلفة كتاب شيب الغراب: الأهمية الثقافية والسياسية الاجتماعية للشعر الشعبي الجزائري (مطبعة الجامعة الأمريكية بالقاهرة 2001). فاز كتابها بجائزة الشرق الأوسط من الجامعة الأمريكية في القاهرة عام 2000.
تم ترشيح أعمالها في الترجمة لجوائز أيضا. في عام 2014، رشحت لجائزة سيف غباش بانيبال للترجمة الأدبية من العربية إلى الإنجليزية عن ترجمتها للقوس والفراشة لمحمد الأشعري.
تعمل حاليا أستاذةً زائرةً في جامعة ميشيغان.

## الأعمال
- شيب الغراب: الأهمية الثقافية والسياسية الاجتماعية للشعر الشعبي الجزائري، لندن، 2001.[16]
- تطور الأدب القصصي الجزائري: 1925 - 1967، ديوان المطبوعات الجامعية، 1982.[17][18][19]
- صورة وأيقونة وعهد قديم (ترجمة)، الجامعة الأمريكية في القاهرة، 2013.[20]
- قلب الليل (ترجمة)، الجامعة الأمريكية في القاهرة، 2020.[21]
- أصل وفصل (ترجمة)، الجامعة الأمريكية في القاهرة، 2012.[22]
- حبي الأول (ترجمة)، 2021.[23]
- الحكاية الشعبية: مكانة الحكاية الشعبية في حياة الشعبية الجزائرية، مركز الدراسات والأبحاث الخاصة بالتنموية الجهوية، عنابة 1983.[24]
- عادات وتقاليد من المهد إلى اللحد، عنابة، الجزائر، 1984.[25]
- تأملات حول الحكاية الشعبية الجزائرية، مركز الدراسات والأبحاث الخاصة بالتنموية الجهوية، عنابة 1982.[26]
- نحو رؤية شاملة للرواية العربية : القلق، التجريب، والإبداع، بدايات للطباعة والنشر، دمشق، 2010.[27]
- القوس والفراشة (ترجمة)، الدوحة، 2014.[28]
- تطور الرواية والقصة القصيرة في الأدب الجزائري الحديث، جامعة لندن 1971.[29]
- المثل الشعبي: فكر وفن عنابة (بالفرنسية)، الجزائر، 1982.[30]
- الميراث (ترجمة)، الجامعة الأمريكية في القاهرة، 2005.[31]
- ذاكرة الجسد، جامعة تيكساس (مقال)، 1997.[32]
- ليس دون حجابي، المرأة في عمان، نيويورك، 1995.[33]
- بابا سارتر (ترجمة)، الجامعة الأمريكية في القاهرة، 2009.[34]
- المغارة المتفجرة (ترجمة)، الجزائر، 1989.[35]
- لغة الكيان وكيان اللغة عند الأكستانيين (مقال)، 1993.[36]